# Amalasuntha (cràter)
Amalasuntha és un cràter d'impacte en el planeta Venus de 15,4 km de diàmetre. Porta el nom d'Amalasunta (c. 498-535), reina ostrogoda (canviat per Amalasthuna), i el seu nom va ser aprovat per la Unió Astronòmica Internacional el 1991.